# Valence, Tarn-et-Garonne

Valence este o comună în departamentul Tarn-et-Garonne din sudul Franței. În 2009 avea o populație de 5.107 de locuitori.

## Evoluția populației
| An        | 1975  | 1982  | 1990  | 1999  | 2006  | 2009  |
| --------- | ----- | ----- | ----- | ----- | ----- | ----- |
| Populație | 4.058 | 4.408 | 4.901 | 4.783 | 5.103 | 5.107 |